# Cortex (poil)

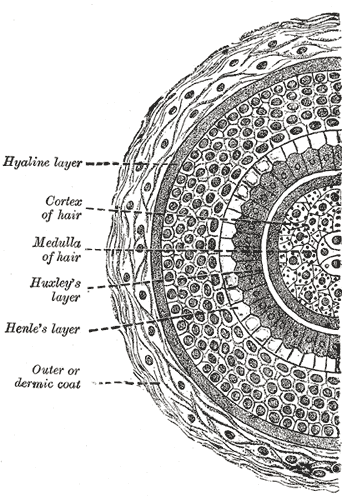
Anatomie d'un poil.

Le cortex pilaire, appelé aussi écorce, est la couche intermédiaire de la tige pilaire située entre la cuticule et le medulla. Elle est formée de couches de cellules mortes constituées de kératine et détermine la plupart des propriétés physiques du poil : la solidité et la résistance (vigueur du cheveu par exemple), l’élasticité, la direction et le type de repousse, mais aussi la couleur qui provient de la pigmentation de la couche corticale due à la présence de mélanine.

## Diagnose
La distribution de mélanine dans le cortex varie d'un animal à l'autre, d'un individu à l'autre mais elle ne permet pas l’identification d’une personne.